# 세정고등학교
세정고등학교는 대한민국 부산광역시 부산진구 양정동에 있는 사립 고등학교이다.

## 학교 연혁
- 1973년 6월 20일 : 학교법인 광민학원 설립허가
- 1974년 2월 12일 : 부산서면여자상업고등학교 설립인가 (상업과 4학급 편제 12학급 인가)
- 1974년 2월 18일 : 초대 교장 이응우 취임
- 1974년 3월 5일 : 개교 및 제1회 입학식(211명 입학)
- 1977년 1월 7일 : 제1회 졸업식(193명 졸업)
- 1980년 3월 1일 : 동호여자상업고등학교로 교명 변경
- 1986년 10월 16일 : 주간 15학급 편제 45학급, 야간 10학급 편제 30학급 인가(총 75학급)
- 1999년 3월 1일 : 동호정보여자고등학교로 교명 변경 및 학과개편(정보처리과 10학급, 경영정보과 7학급 편제 총 51학급 인가
- 2002년 9월 1일 : 동호정보고등학교(남녀공학)로 교명 변경
- 2003년 10월 23일 : 동호관 개관
- 2006년 8월 16일 : 이사장 허남준 취임
- 2006년 10월 17일 : 학교법인 '천호학원' 으로 명칭 변경
- 2013년 3월 1일 : 세정상업고등학교로 교명변경
- 2015년 7월 13일 : 천호관 개관
- 2018년 7월 19일 : 학과개편(1학년 공통계열 8학급, 금융정보과 4학급, 외식조리과 2학급, 보건간호과 2학급)
- 2020년 3월 1일 : 세정고등학교로 교명 변경
- 2024년 2월 8일 : 제48회 137명 졸업(졸업생 총원 27,019명)
- 2024년 3월 4일 : 제51회 신입생 167명 입학
- 2025년 3월 1일 : 제11대 교장 문경의 취임

## 설치 학과
- 보건간호과
- 금융정보과
- 공통계열
- 외식조리과

## 참고 자료
- 세정고등학교 - 한국교육학술정보원 학교알리미